# Eddy Clearwater

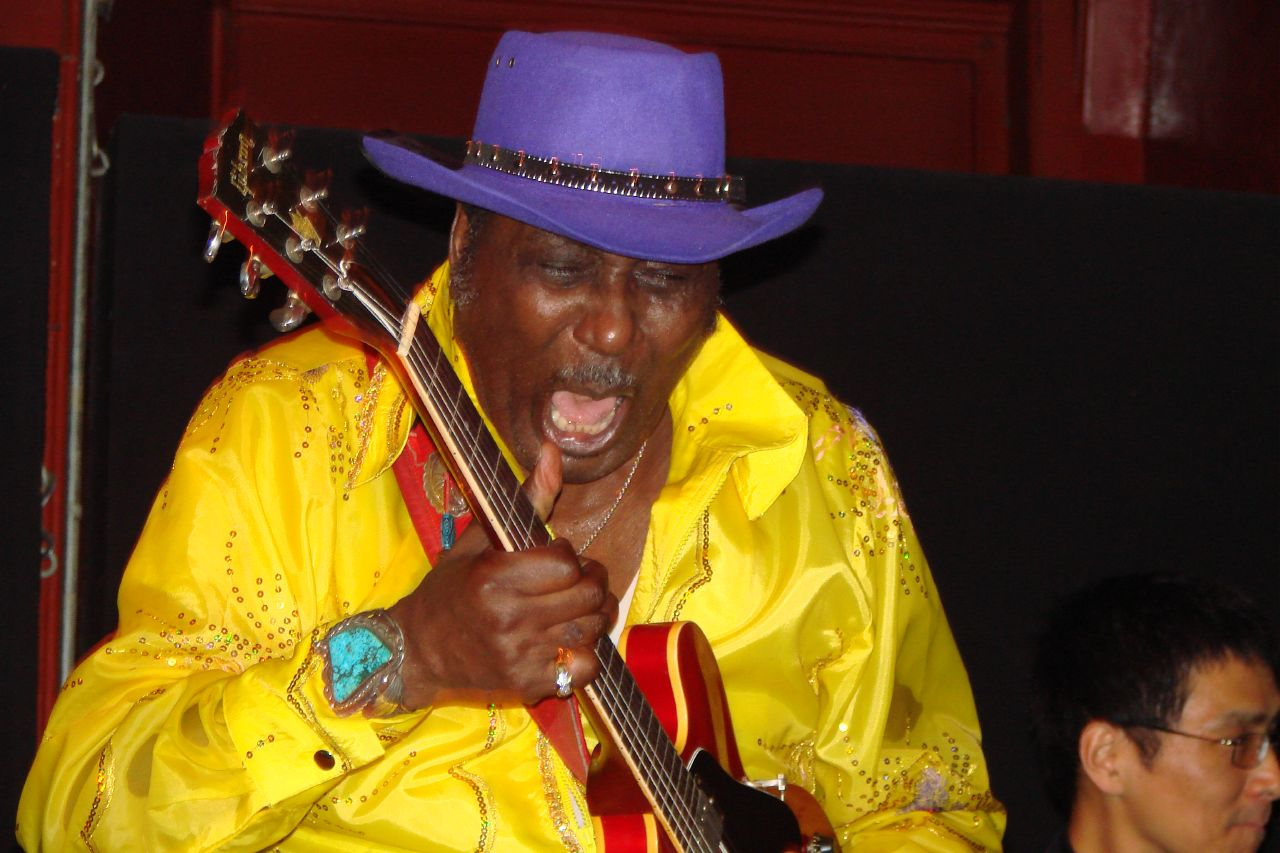
Clearwater (2008)

Eddy Clearwater (auch: Guitar Eddy, Clear Waters, The Chief) war der Bühnenname von Edward Harrington (* 10. Januar 1935 in Macon, Mississippi; † 1. Juni 2018), eines amerikanischen Musikers (Gesang, Gitarre) des Chicago Blues. Der Zeitschrift Blues Revue zufolge sang er „fröhliche Rave-Ups … mit atemberaubender Soul-Inbrunst und energievoller Gitarre als einer der besten Songwriter des Blues.“

## Leben

### Jugend
Harrington wurde 1935 in Macon (Mississippi) geboren. Seine Großmutter, die ihn aufzog, war eine Cherokee. Seine Familie zog 1948 nach Birmingham, Alabama. Im Alter von 13 Jahren begann Harrington Gitarre zu spielen und brachte sich selbst bei, die Gitarre linkshändig und auf den Kopf gestellt zu spielen. Dann begann er zusammen mit Gospelgruppen Musik zu machen, unter anderem den Five Blind Boys of Alabama. 1950 zog er nach Chicago. Dort arbeitete er zunächst als Tellerwäscher, während er bei einem Onkel Unterkunft fand, der ihn mit vielen Meistern des Chicago Blues bekannt machte; unter anderem Otis Rush und Magic Sam. Seine Musik ist stark beeinflusst von Chuck Berry, da er seine Karriere mit einigen von Berrys Songs begann und auch der Stil seiner Songs zeigt deutliche Anklänge. Bis zuletzt spielte Clearwater Songs von Rush, Magic Sam und Berry neben seinen eigenen Kompositionen. 1953 spielte er als Guitar Eddy regelmäßig in Bars in Chicagos South Side und West Side. Seine erste Single, „Hill Billy Blues“ im Stil von Berry, wurde 1958 für Atomic H Label, das Label seines Onkels, aufgenommen. Damals trat er als Clear Waters auf, ein Name, den ihm sein damaliger Manager, der Schlagzeuger Jump Jackson, gegeben hatte, in Anspielung auf den berühmten Muddy Waters. In dieser Zeit spielte er oft mit Magic Sam, Otis Rush und anderen zusammen.

### Karriere
Clearwater ist seit den 1950er Jahren hauptsächlich im Großraum Chicago in den Vereinigten Staaten, jedoch verschiedentlich auch bei Blues-Festivals in Frankreich, Deutschland, Dänemark, Polen und den Niederlanden aufgetreten. Seine Stimme wurde beschrieben als „hard-driving Windy City blues, soul-tinged balladry, acoustic country blues and gospel uplift [...] good natured fretboard fireworks“.
Mehrere Singles wurde aufgenommen, die teilweise auch im Radio liefen. Erst im Laufe der Zeit entwickelte sich dann der Bühnenname „Eddy Clearwater“. In den 1960ern und 1970ern produzierte er ständig und war einer der ersten Bluesmusiker, der in Chicagos North Side bei den College-Schülern Zuhörer fand. Auf der North Stage des Blues Club Kingston Mines war Clearwater für samstags dauerhaft gebucht, während Linsey Alexander auf der South Stage auftrat. In den 1970ern ging er zweimal auf Tournee durch Europa und trat auch bei BBC auf. Clearwater bekam den Spitznamen The Chief und trat gelegentlich mit einem Indianer-Kopfschmuck auf.
Die Veröffentlichung seines Albums The Chief von 1980 beim Label Rooster Blues machte ihn auch über die Blues-Szene von Chicago hinaus bekannt. Zwei weitere Alben für Rooster Blues, Help Yourself (1992) und Mean Case of the Blues (1996), festigten seinen Ruf. Das Album Cool Blues Walk wurde 1998 veröffentlicht, gefolgt von Chicago Daily Blues 1989 und Reservation Blues Mitte der 2000er. 1997 hatte er eine Bypass-Operation. 2004 wurde er zusammen mit Los Straitjackets für das gemeinsame Album Rock ’n’ Roll City für den Grammy Award nominiert.
Sein Album West Side Strut (Alligator Records, 2008) wurde vom Magazin Vintage Guitar beschrieben als „great blues. Eddy’s tone shows a masterful command of the guitar. It’s hard to believe he can reach such heights in a recording studio. One listen and you’ll wonder why Clearwater’s name isn’t respectfully spoken in the same breath as Freddie King and Otis Rush.“

## Familie

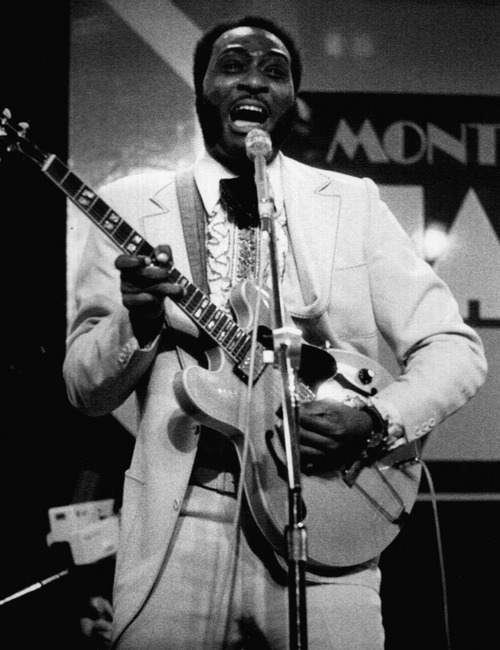
Clearwater, 1978

Clearwater war verheiratet mit seiner Managerin, Renee Greenman. Ihnen gehörte früher Reservation Blues, eine Chicago-Blues-Bar mit Restaurant in Wicker Park, Chicago. Er hat zwei Söhne, Jason und Edgar Harrington, sowie drei Stiefkinder und zwei Enkel. In erster Ehe war er mit Earlean Harrington verheiratet. Sein Cousin war der Blues-Harmonica-Spieler Carey Bell.

## Diskografie
- Soul Funky, mit Ronnie Baker Brooks und Billy Branch (Cleartone, 2014)
- West Side Strut (Alligator Records, 2008)
- Rock ‘n’ Roll City, mit Los Straitjackets (2003)
- Reservation Blues (2000)
- Chicago Daily Blues (1999)
- Cool Blues Walk (1998)
- Chicago Blues Session, vol. 23, live (1998)
- Mean Case of the Blues (1996)
- Boogie My Blues Away (1995)
- Live at The Kingston Mines, 1978, live (1992)
- Help Yourself (1992)
- Real Good Time: Live!, live (1990)
- Blues Hang Out (1989)
- Flimdoozie (1986)
- Two Times Nine (1981)
- The Chief (1980)
- Black Night (1979)